# Mimoricopis rufescens
Mimoricopis rufescens är en skalbaggsart som beskrevs av Stefan von Breuning 1969. Mimoricopis rufescens ingår i släktet Mimoricopis och familjen långhorningar. Inga underarter finns listade i Catalogue of Life.